# María Borovichenko
María «Masha» Sergeyevna Borovichenko (en ruso: Мария Сергеевна Боровиченко; 21 de octubre de 1925-14 de julio de 1943) fue una oficial médica soviética que combatió inicialmente en el 1.er Batallón de Fusileros de la 5.ª Brigada Aerotransportada y posteriormente en el 32.º Regimiento de Artillería de la Guardia, durante la Segunda Guerra Mundial fue galardonada con la Medalla por el Servicio de Combate. En mayo de 1965, recibió póstumamente el título de Héroe de la Unión Soviética por salvar al teniente al mando de su batallón.

## Biografía

### Infancia
María Borovichenko nació el 21 de octubre de 1925 cerca de Mysholovka (actualmente parte de la ciudad de Kiev) en el óblast de Kiev en la RSS de Ucrania (Unión Soviética), desde muy pequeña se quedó huérfana por lo que su tía Evdokia Andreevna Burlatskaya la crio. En 1933 fue al primer grado de la escuela secundaria N.º 122 de Kiev. En 1941, después de recibir una educación de 8 años, se graduó en un curso de enfermería.

### Segunda Guerra Mundial
En agosto de 1941, cuando las tropas alemanas ya estaban cerca de Kiev, María se presentó en el cuartel general de la 5.ª Brigada Aerotransportada del 3.er Cuerpo Aerotransportado, al mando del coronel Aleksandr Rodímtsev, con la solicitud de ser alistada voluntariamente como ordenanza. Durante su huida de Kiev, Borovichenko recabó importante información militar que permitió a las tropas de Rodímtsev destruir parte de la artillería enemiga, esta información y sus conocimientos como enfermera fueron determinantes para que fuera inscrita en el estado mayor de la brigada el 11 de agosto.
El 13 de agosto de 1941, fue herida en una batalla al sur de Kiev, a pesar de estar herida, continuó combatiendo y salvó al comandante de su batallón del cautiverio alemán. Más tarde, capturó a un oficial alemán de alto rango el cual se sintió terriblemente humillado al saber que había sido tomado prisionero por una chica de 16 años, gracias a este hecho, comenzó a llamar la atención de Rodimtsev, quien siguió de cerca sus logros. Sin embargo, la propia Borovichenko fue capturada cerca del pueblo de Kazaktskoye, pero pronto escapó y se las arregló para regresar con sus camaradas, además informó al alto mando de su unidad de importantes movimientos de tropas enemigas, esta información permitió evacuar el cuartel general a un lugar seguro.
El 5 de septiembre de 1941, después de que los alemanes rodearan Kiev, Rodímtsev recibió órdenes de trasladar sus tropas al río Seim cerca de Konotop, los soviéticos llegaron justo en el momento en que los alemanes estaban intentando cruzar el río a través de un puente ferroviario dañado. Borovichenko se dio cuenta del peligro y convenció a sus camaradas para que la ayudaran a instalar una ametralladora pesada Maxim M1910 y, actuando como observadora y cargadora, detuvo el avance alemán; Rodimtsev la felicitó personalmente por su valentía y determinación. El 17 de septiembre, ella sola capturó a diez soldados alemanes durante una misión de exploración. Debido a sus heroicas acciones apareció de manera destacada en los periódicos soviéticos mientras continuaba en el frente de batalla.
El 6 de noviembre de 1941, la 5.ª Brigada Aerotransportada se reorganizó como la 87.ª División de Fusileros, y el 19 de enero de 1942, fue nuevamente renombrada como la 13.ª División de Fusileros de la Guardia. En el verano de 1942, la división de Rodímtsev, se retiró hasta Stalingrado, donde Borovichenko participó activamente en la batalla de Stalingrado.
Durante la batalla de Kursk, el 14 de julio de 1943, el 32.º Cuerpo de la Guardia del general Rodimtsev libró feroces batallas cerca de Oboyan, donde las unidades alemanas intentaron abrirse paso hacia Kursk. Allí, Masha, ya con el rango de sargento mayor de la guardia, salvó al teniente Kornienko, el comandante de su batallón, cubriéndole con su propio cuerpo mientras arrojaba una granada antitanque a un tanque enemigo que se acercaba, destruyéndole. Un fragmento del proyectil le dio justo en el corazón matándola al instante. El mayor general Rodímtsev lamentó especialmente su muerte puesto que la consideraba uno de sus mejores soldados, fue enterrada en una fosa común en el campo de batalla cerca del pueblo de Orlovka. En 1951, los cuerpos que se encontraban en dicha fosa común fueron trasladados a una sepultura definitiva en el pueblo de Safonovka (raión de Ivnyansky del óblast de Bélgorod).

## Condecoraciones y reconocimientos

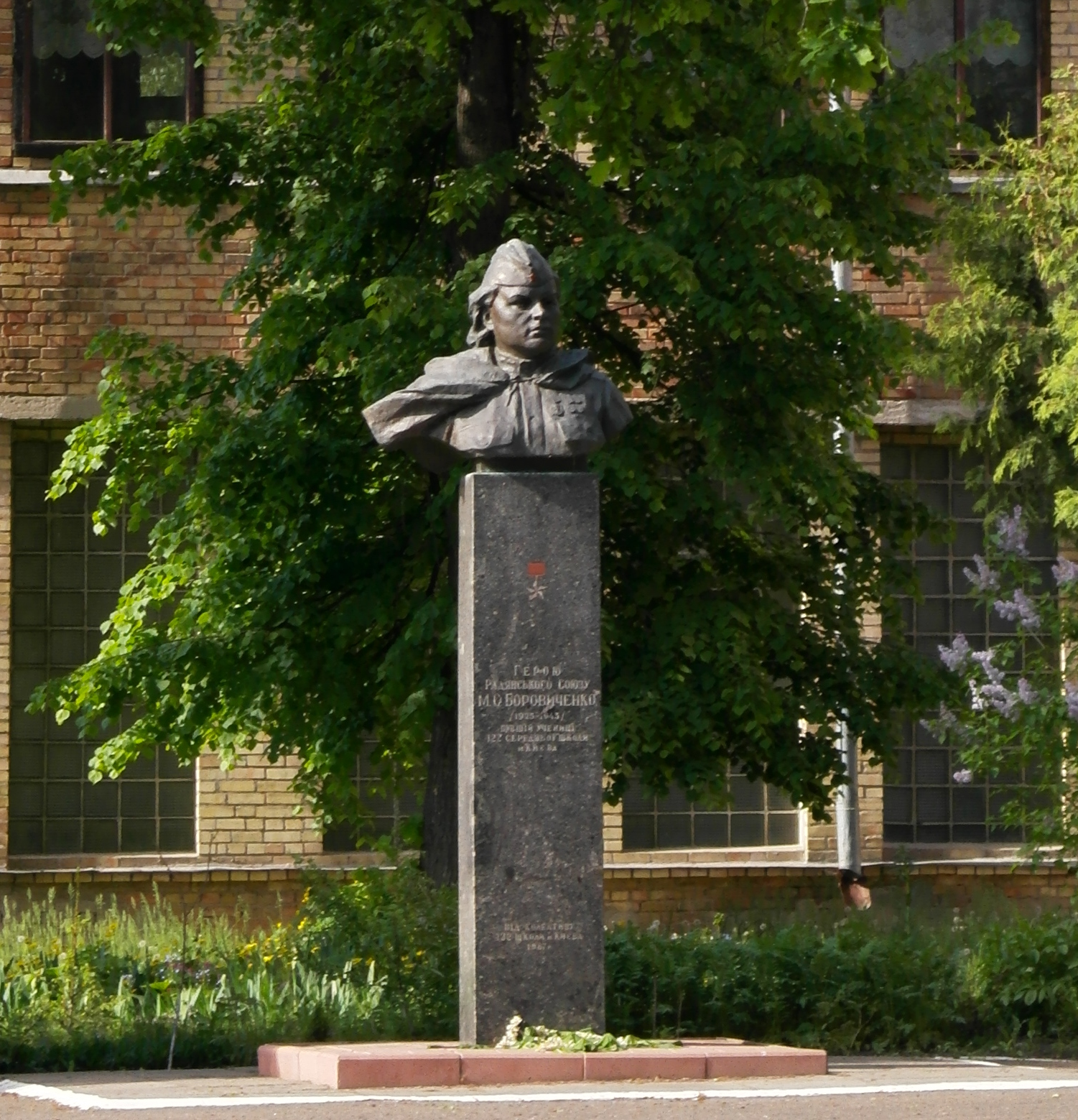
Busto de María Borovichenko en Kiev (Ucrania)

El 6 de mayo de 1965, mediante un Decreto del Presídium del Sóviet Supremo de la URSS, se le otorgó (póstumamente) el título de Héroe de la Unión Soviética y la Orden de Lenin «por el desempeño ejemplar de las misiones de combate del comando en el frente de la lucha contra los invasores nazis, durante la Gran Guerra Patria y la valentía y el heroísmo mostrados al mismo tiempo..». Además, el 16 de febrero de 1942, fue galardonada con la Medalla por el Servicio de Combate.
La escuela N.º 122, a la que asistió en Kiev, lleva su nombre y en 1965 se rodó una película titulada Нет неизвестных солдат dirigida por S.M Tsybulnik y protagonizada en el papel de María Borovichenko por la actriz soviética Natalia Richagova. La película se produjo con precisión e incluyó noticieros de la época.
Además varias calles en Kiev y en los pueblos de Orloka y Ivnya (en el Óblast de Bélgorod) también llevan su nombre.

### Listas relacionadas
- Lista de Heroínas de la Unión Soviética